# 螞蟻上樹

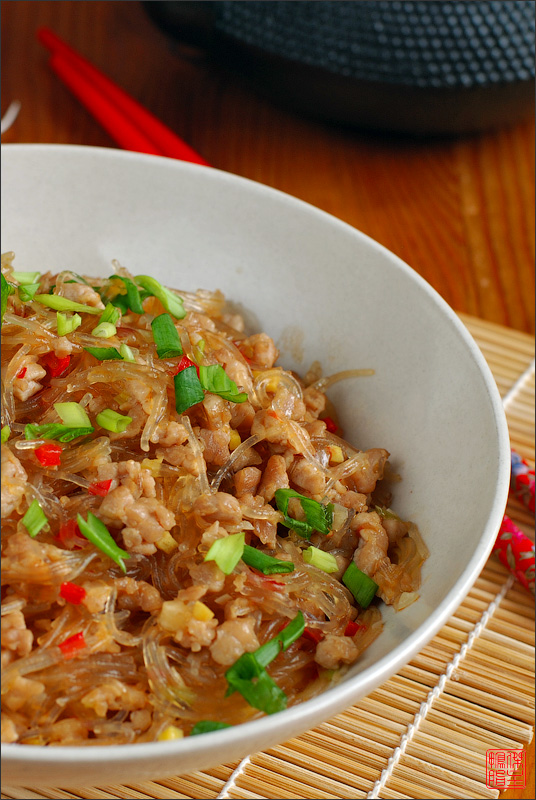
螞蟻上樹

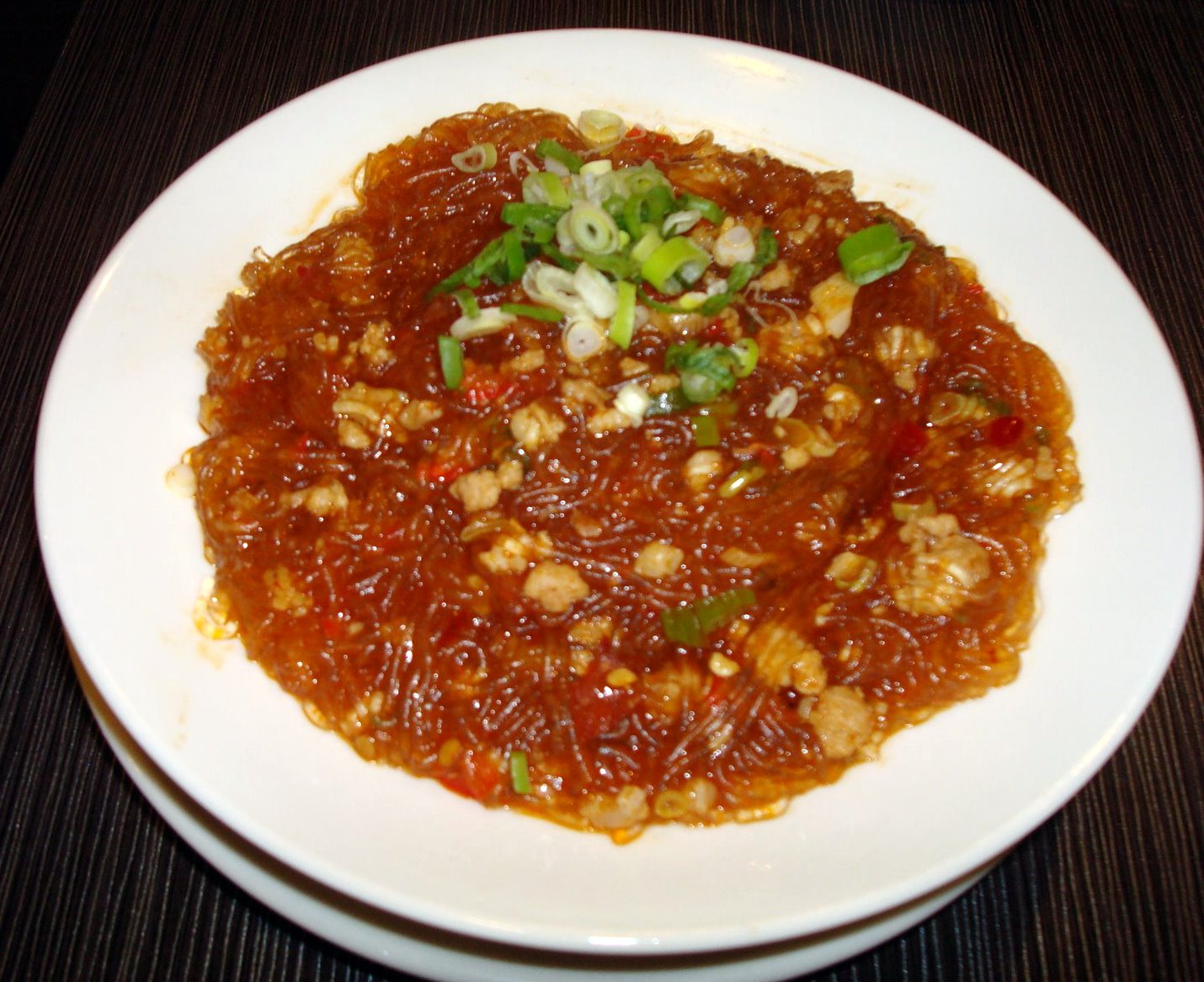
螞蟻上樹

螞蟻上樹是一道中国川菜 ，也就是肉末炒粉丝，用辣豆瓣醬调味。
菜名源于肉末沾在粉絲上，看上去如螞蟻在樹枝上爬。材料包括肉末（多半是牛肉），由醬汁烹煮，放在粉丝上，其他的材料可能有米醋、醬油、芝麻油、青蔥、蒜、薑及辣椒醬。